# آلبوم‌های برتر کانتری

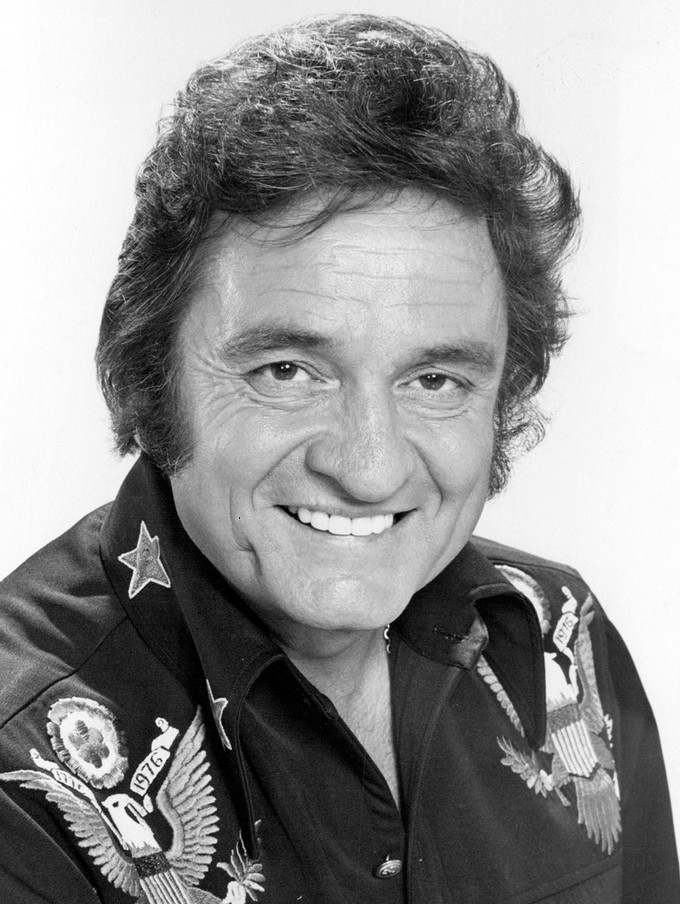
مرتبط

آلبوم‌های برتر کانتری (به انگلیسی: Top Country Albums) یک جدول فروش موسیقی است که هر هفته توسط مجله بیلبورد در ایالات متحده آمریکا منتشر می‌شود. جدول ۵۰ موقعیت محبوب‌ترین آلبوم‌های موسیقی کانتری در کشور را نشان می‌دهد که هر هفته توسط نیلسن میوزیک براساس فروش فیزیکی همراه با فروش دیجیتال و پخش استریم محاسبه می‌شود. این جدول اولین بار در شماره بیلبورد مورخ ۱۱ ژانویه ۱۹۶۴ زمانی که یکی از آلبوم‌های جانی کش به رتبه یک رسید، تحت عنوان آلبوم‌های برتر کانتری منتشر شد.